# 桌游吧
桌游吧或者又叫桌上游戏经营场所是向社会公众开放的营利性桌游娱乐场所，社会公众可利用桌游吧内的设施（包含各种桌游）及提供的服务进行游戏、社交等其他活动，桌游吧经营者通过收取使用费或提供其他增值服务获得收入。